# عبد الحميد الصوفي
سيدي عبد الحميد الصوفي بن الحسين التمكنسي ولد بقرية بيكودين من قبيلة إداوزيكي سنة 1337 هـ / 1920م من أم زكية وأب منتسب لقرية تمكَنسي المنتمية إلى قبيلة إداوتنان وهما قبيلتان بالجزء الجنوبي الغربي للأطلس الكبير. كان والده شيخ الطريقة الدرقاوية بالمنطقة حيث أسس زاوية ببكودين بتوصية من الشيخ سيدي الحاج علي الإلغي (والد العلامة محمد المختار السوسي).
أخذ على والده مبادئ العلم وحفظ القرآن الكريم قبل أن يأخذ على شيوخ آخرين من بلدييه. ثم تيسر له الأخذ على شيخ الجماعة العلامة محمد المختار السوسي بمراكش بإشارة من والده، فنهل من معين علوم الدين والأدب واللغة.. وغيره مما يتداول في المدارس العتيقة. لكن نفي السوسي إلى مسقط رأسه إلغ بنواحي تزنيت عجّل برجوع المترجم إلى مسقط رأسه وقد حاول استكمال الأخذ على شيوخ آخرين لكن والده قال له:«يكفيك ما أخذت عن فلان [أي المختار السوسي] فستكون فيه البركة.» (المعسول: 15/167). ولأن الزاوية الدرقاوية كانت نشيطة بمنطقة بيكودين زمان الحماية الفرنسية، فقد أثارت حفيظة المقيم العام الفرنسي الذي عمل على مضايقة أب سيدي عبد الحميد الصوفي (سيدي الحسين) نتيجة تخوفه من تقاطر الفقراء على الزاوية مما اضطر معه رفقه ابنه سيدي عبد الحميد إلى مغادرة بيكودين إلى قرية تاتلت بإداوتنان قبل أن يعودا إليها بعد سبع سنوات.
في أوائل الاستقلال أسندت لعبد الحميد الصوفي مهمة الإشراف على إدارة الأحباس بتارودانت ثم عين قاضيا بأركانة بظهير من السلطان محمد الخامس فبقي ممارسا للقضاء قرابة ثلاثة عقود كان خلالها يتنقل بين مقر عمله وزاويته ببكودين محاولا التوفيق بين مستلزمات الوظيفة وواجباته تجاه الزاوية. أحيل على التقاعد سنة 1986م ليتفرغ لأمور الزاوية ولتفقيه الناس في دينهم وذاع صيته في المناطق المجاورة كإداوتنان ودمسيرة وإدا ومحمود وغيرها.
توفي في الرابع من نوفمبر سنة 2004م ودفن بمسقط رأسه. يعرف عبد الحميد الصوفي بكونه أديبا وشاعرا ومتصوفا وطبيبا وفقيها ومترجما ورجل قضاء.. أي عالما مشاركا أو جامعا بين التخصص والموسوعية في مداركه.

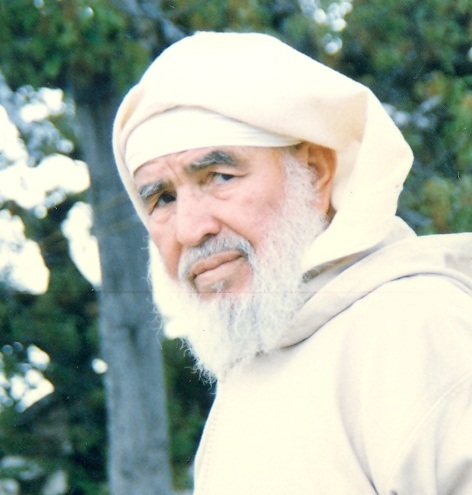
عبد الحميد الصوفي

## من مؤلفاته
- نفحات من شعر عبد الحميد الصوفي
- ذخيرة المستفيد، في ترجمة سيدي الحسين بن سعيد، ونبذة من حياة ابنه عبد الحميد
- الإكسير، في تعريب مشلح الشيخ الكبير
- تيليلا، في تشليح الرسالة
- المعجم العربي الأمازيغي
- رحلة إلى العمرة
- مترجم الأسئلة والأجوبة (ل السيوطي) إلى الأمازيغية
- وعدد كبير من المذكرات والتقاييد والكناشات

مصادر:
«العلامة عبد الحميد الصوفي أعماله العلمية وإبداعه الأدبي» تنسيق الأستاذ محمد الحاتمي، منشورات فريق البحث في التراث السوسي كلية الآداب والعلوم الإنسانية، جامعة ابن زهر أكادير2010.

## وصلات خارجية
* مدونة عبد الحميد الصوفي.